# Siegfried Kiene

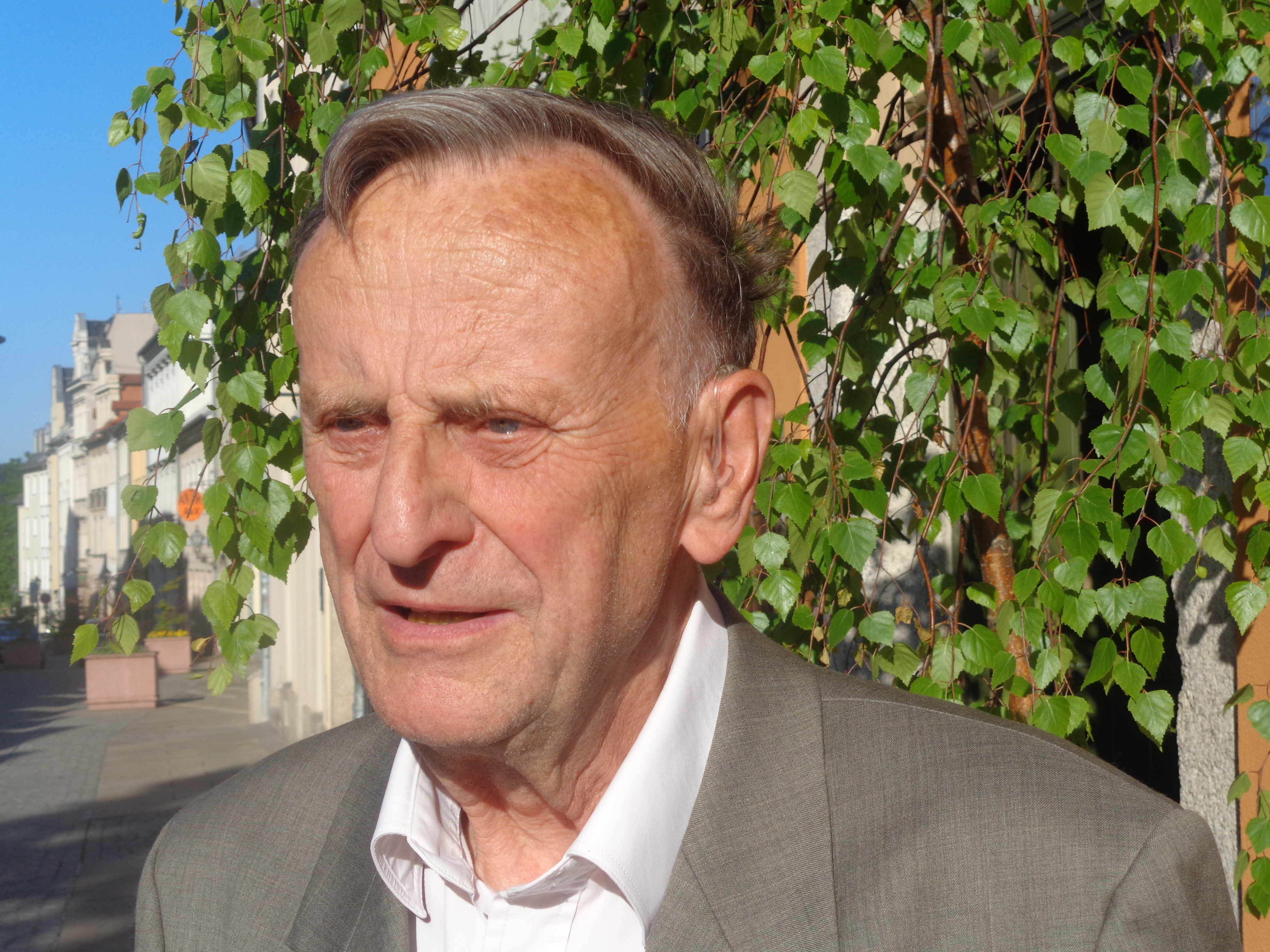
Siegfried Kiene (2017)

Siegfried Kiene (* 16. Juli 1933 in Frankfurt (Oder)) ist ein deutscher Chirurg und Hochschullehrer.

## Leben
Nach dem Abitur in seiner Heimatstadt Frankfurt (Oder) immatrikulierte Kiene sich 1952 an der Humboldt-Universität zu Berlin für Rechtswissenschaft. Nachdem er sich 1952/53 im Arbeiter- und Bauernstaat als Bauhilfsarbeiter bewährt hatte, studierte er ab 1953 Medizin an der Universität Rostock. Nach der Promotion A durchlief er dort ab 1959 die Ausbildung in Pathologie und Chirurgie. Er wurde 1965 Facharzt und 1967 Oberarzt. Nach der Promotion B war er ab 1970 Hochschuldozent. 1969 erhielt er die Lehrbefähigung. 1977 ging er als ordentlicher Professor für Chirurgie an die Universität Greifswald. 1985 wechselte er an die Universität Leipzig. Im Rostocker Kollektiv entwickelte er Xenoderm®, eine lyophilisierte Schweinespalthautkonserve. Dafür erhielt er den Nationalpreis der DDR. 1993 ging er als Ärztlicher Direktor an das Onkologische Fachkrankenhaus Marienstift in Schwarzenberg/Erzgeb. Seit 1999 im Ruhestand, lebt er in Markkleeberg.

## Ehrungen
- Preis der Deutschen Gesellschaft für Klinische Medizin (1969)
- Preis der Regionalgesellschaft für Chirurgie, Univ. Rostock/Univ. Greifswald (1973, 1975)
- Nationalpreis der DDR II. Klasse für Wissenschaft und Technik (im Kollektiv, 1977)
- Wissenschaftspreis, Univ. Greifswald (1985)
- Ehrenmitglied der Tschechoslowakischen Jan-Evangelista-Purkyně-Gesellschaft für Chirurgie (1991)
- Ehrenmitglied der Sächsischen Krebsgesellschaft (1993)[5]